# Liste von Persönlichkeiten der Stadt Nizza
Die folgende Liste enthält die in Nizza geborenen sowie zeitweise lebenden Persönlichkeiten, chronologisch aufgelistet nach dem Geburtsjahr. Die Liste erhebt keinen Anspruch auf Vollständigkeit.

## In Nizza geborene Persönlichkeiten

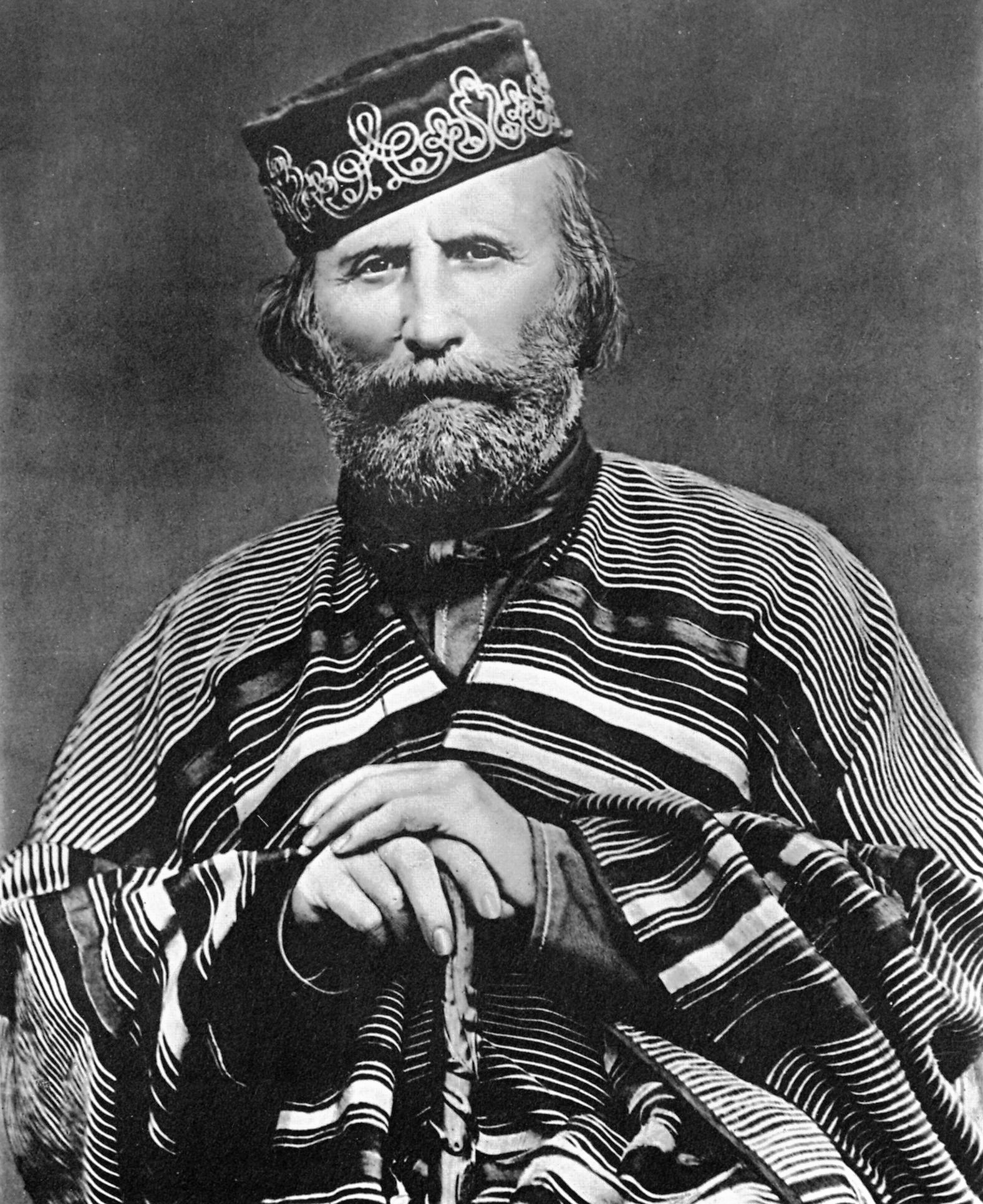
Giuseppe Garibaldi

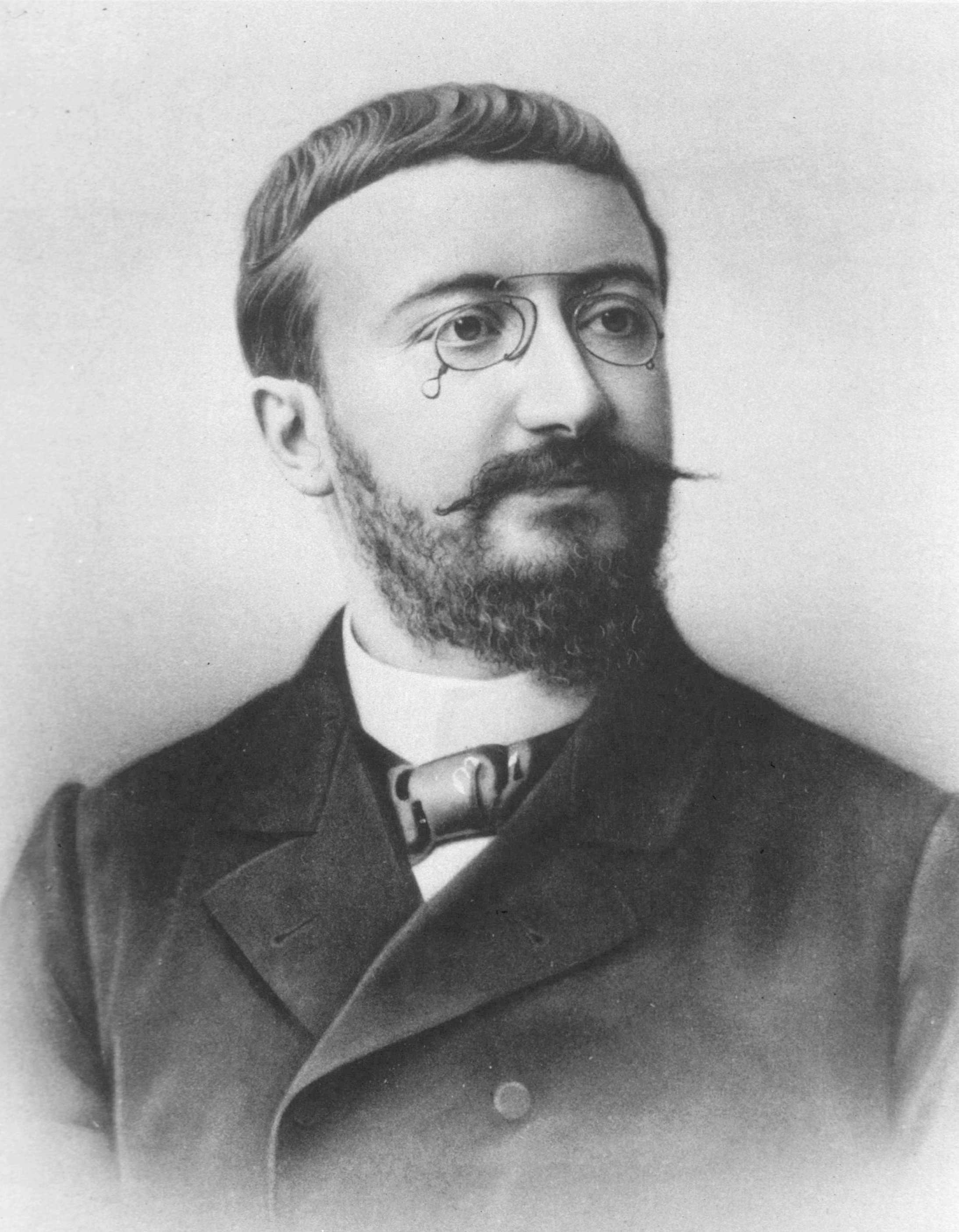
Alfred Binet

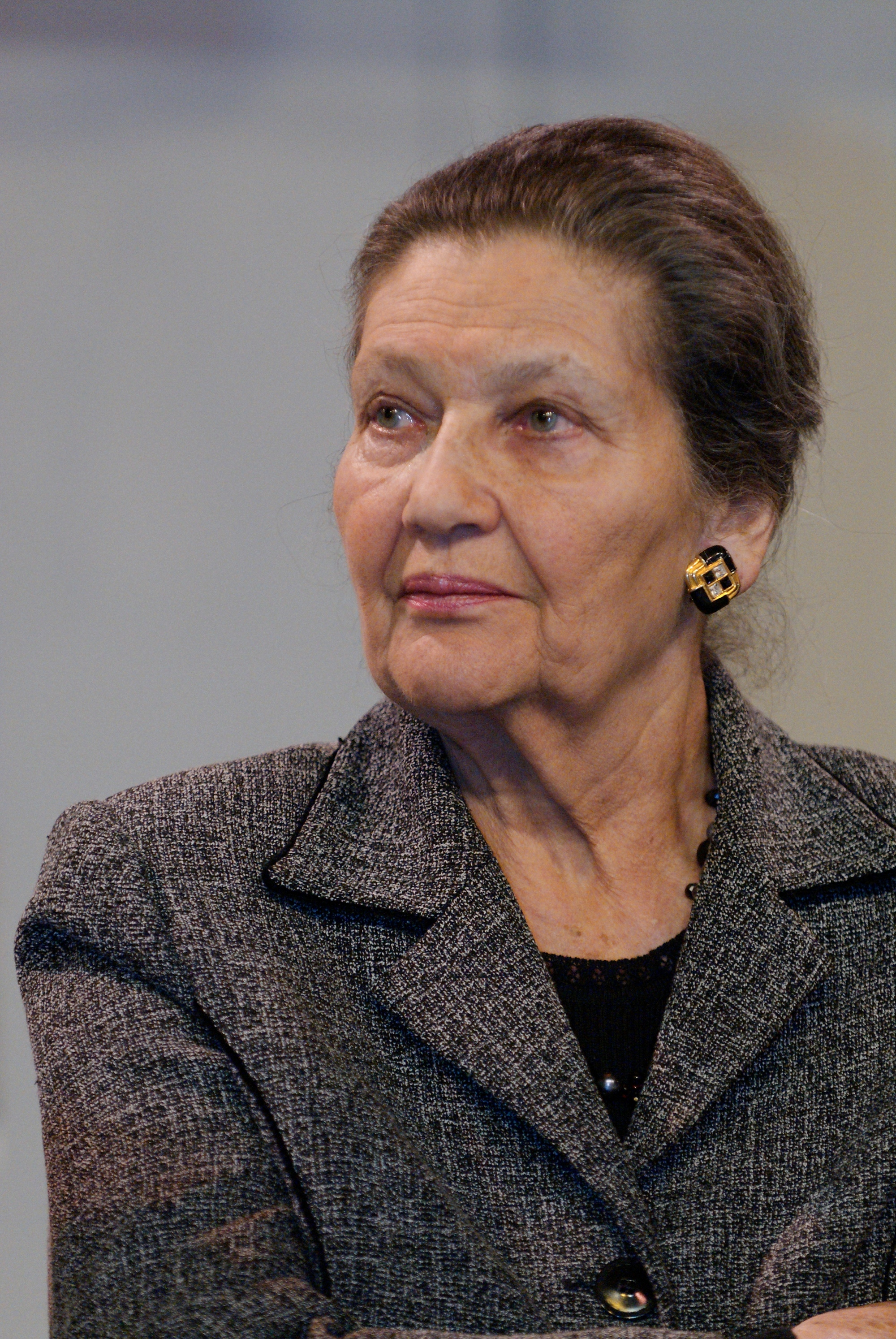
Simone Veil

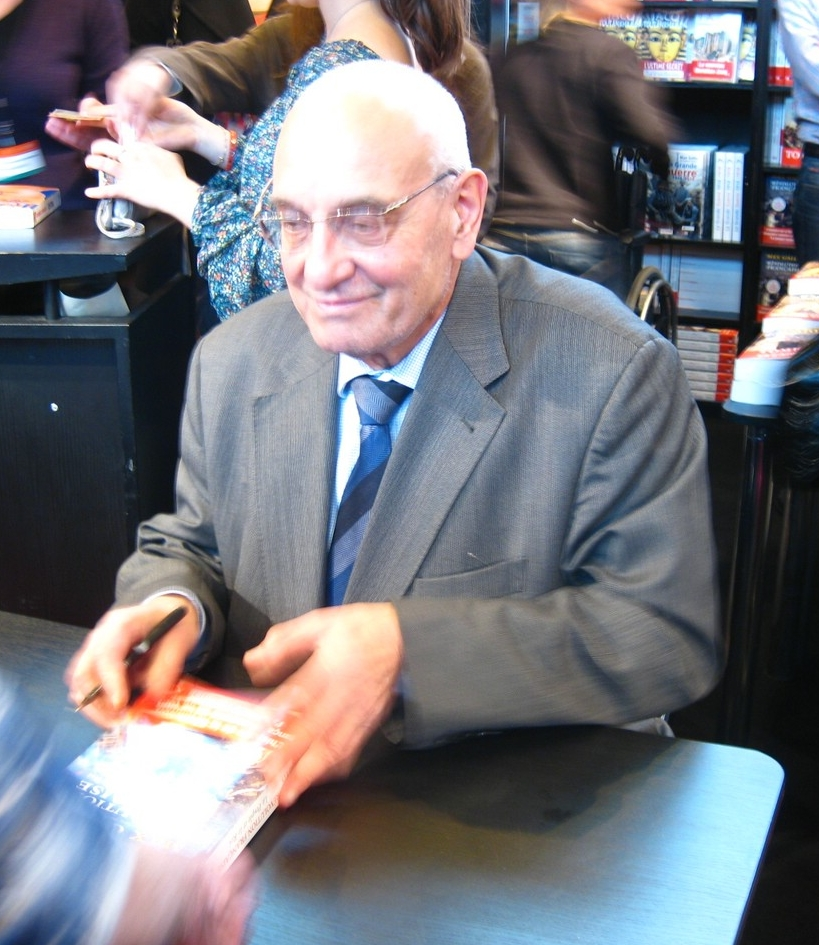
Max Gallo

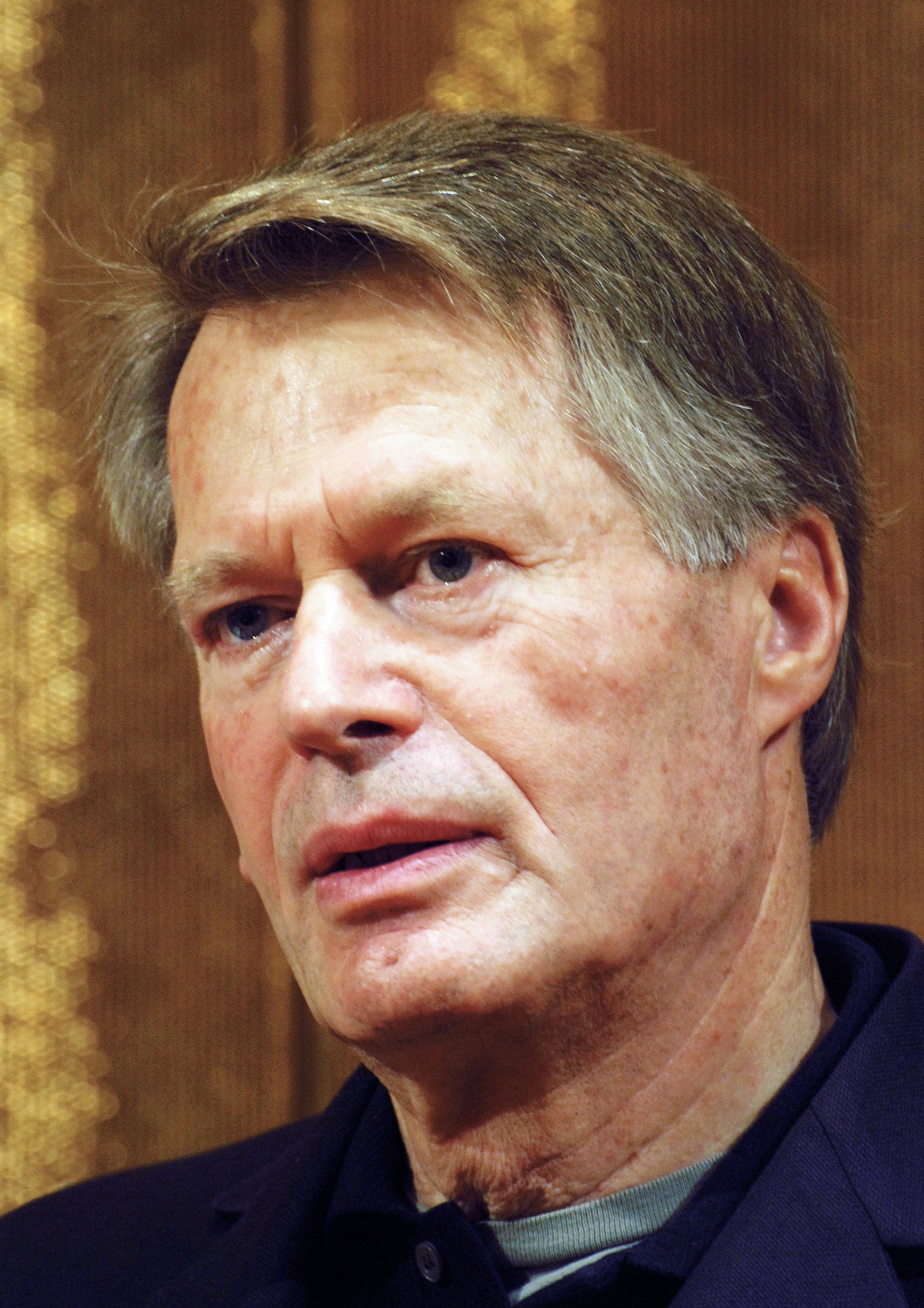
Jean-Marie Gustave Le Clézio

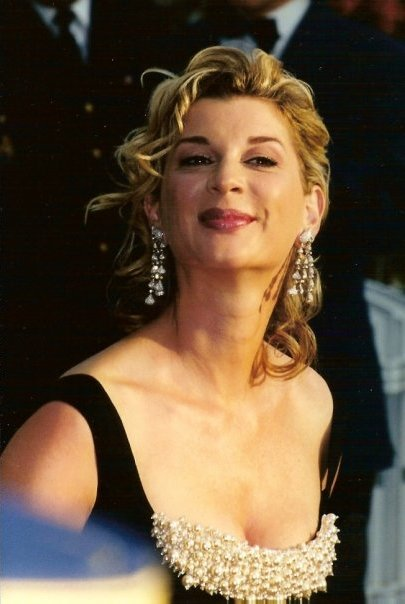
Michèle Laroque

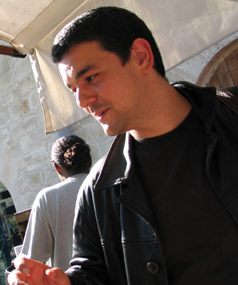
Joann Sfar

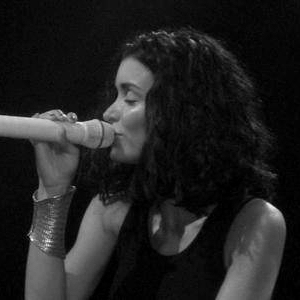
Jenifer Bartoli

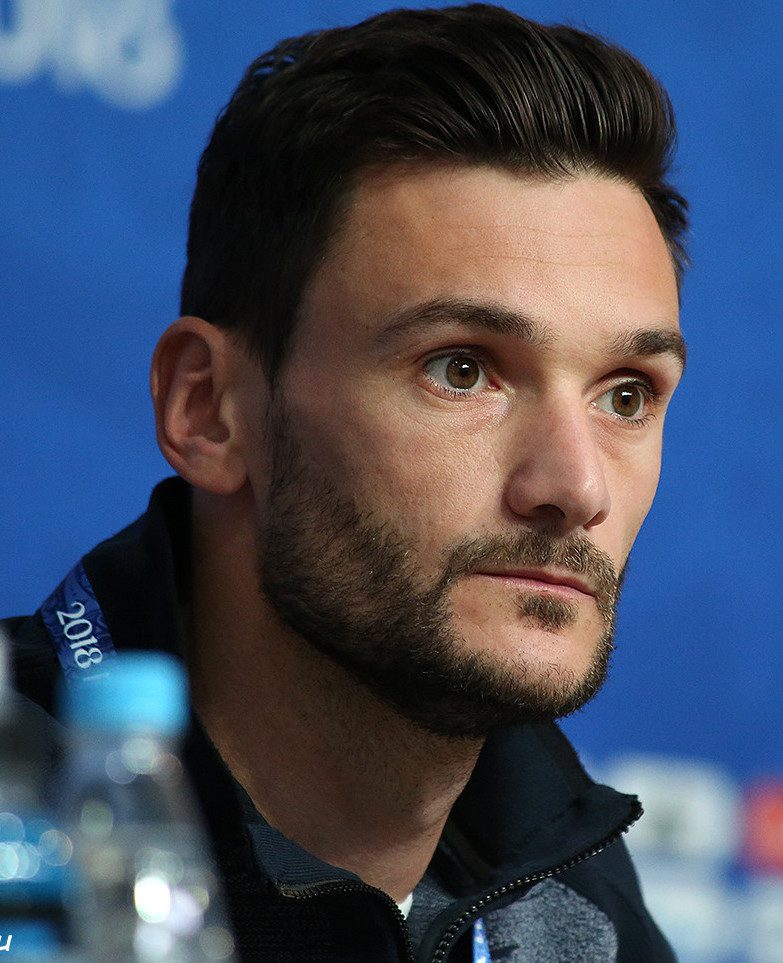
Hugo Lloris

### Bis 1900
- Pietro Gioffredo (1629–1692), savoyischer Historiker
- Charles André van Loo (1705–1765), Maler
- Alexius du Hamel (* 1720 – nach 1800), sächsischer Generalleutnant der Kavallerie
- Henry Cavendish (1731–1810), britischer Naturwissenschaftler
- Joseph Antoine Risso (1777–1845), Naturforscher
- Jean-Raimond Pacho (1794–1829), Forscher, Archäologe und Literat
- Adolphe Jérôme Blanqui (1798–1854), Nationalökonom
- Giuseppe Garibaldi (1807–1882), italienischer Guerillakämpfer
- Rosa Vercellana (1833–1885), Gemahlin des italienischen Königs Viktor Emanuel II.
- Carlo Alberto Gerbaix de Sonnaz (1839–1920), Diplomat und Politiker im Königreich Italien
- Alfred Binet (1857–1911), Psychologe und Begründer der Psychometrie
- Albert Calmette (1863–1933), Arzt, Bakteriologe und Immunologe
- Friedrich Wilhelm Mader (1866–1945), deutscher Schriftsteller
- Jewgeni Oskarowitsch Paton (1870–1953), ukrainischer Wissenschaftler
- Henri Evenepoel (1872–1899), Maler, Radierer und Lithograf
- Paul Montel (1876–1975), Mathematiker
- Albert Rivaud (1876–1955), Altphilologe, Philosoph und Politiker
- Billy Mitchell (1879–1936), US-amerikanischer General
- Louis Prével (1879–1964), Ruderer
- Félix Fourdrain (1880–1923), Komponist, Organist und Musikpädagoge
- César Stiattesi (1881–1934), argentinischer Komponist, Dirigent und Musikpädagoge
- Jacques Ochs (1883–1971), belgischer Karikaturist und Olympiasieger im Degenfechten
- Henri Rolland (1887–1970), Genealoge und Klassischer Archäologe
- Henri Lentulo (1889–1981), Arzt
- Hal Phyfe (1892–1968), US-amerikanischer Fotograf
- Marcel Speyer (1893–1981), deutscher Fußballspieler
- Alexandra von Wolff-Stomersee (1894–1982), deutsch-baltische Psychoanalytikerin, Ehefrau von Giuseppe Tomasi di Lampedusa
- Édouard Corniglion-Molinier (1898–1963), Kampfpilot der Luftstreitkräfte, Filmproduzent und Politiker
- Louis Decaroli (1899–1968), Autorennfahrer
- Pierre La Mure (1899–1976), Schriftsteller
- Francis Gag (1900–1988), Schriftsteller und Theaterschauspieler
- Maurice Jaubert (1900–1940), Komponist

### 1901 bis 1920
- Marcel Collet (1901–1965), Autorennfahrer
- Suzy Vernon (1901–1997), Schauspielerin
- Wolfgang von Welck (1901–1973), deutscher Botschafter
- Louis Debeugny (1904–1979), Autorennfahrer
- Eugène Bozza (1905–1991), Komponist
- René Dreyfus (1905–1993), Automobilrennfahrer
- Yvonne Blanc (1906–1997), Pianistin
- Edmond T. Gréville (1906–1966), Filmregisseur und Drehbuchautor
- Séra Martin (1906–1993), Leichtathlet
- Louis Minardi (1908–2003), Radrennfahrer
- Michel Navratil (1908–2001), Philosoph
- Lou Brero (1909–1957), US-amerikanischer Autorennfahrer
- Charles Thaon (1910–2000), Eisschnellläufer
- Jacques Péron (1912–1988), Autorennfahrer
- Pierre Boncompagni (1913–1953), Autorennfahrer
- Armand Molinetti (1913–1982), Jazzmusiker
- Amédée Rolland (1914–2000), Radrennfahrer
- Roger Crovetto (1918–1981), Autorennfahrer
- Maurice Gendron (1920–1990), Cellist
- Alfred A. Tomatis (1920–2001), Arzt

### 1921 bis 1930
- Jean Behra (1921–1959), Rennfahrer
- Georg Alexander Herzog zu Mecklenburg (1921–1996), Adeliger
- Albert Messiah (1921–2013), theoretischer Physiker
- José Behra (1924–1997), Automobilrennfahrer
- Michel Delgiudice (1924–2006), Komponist und Dirigent
- Raymond Pellegrin (1925–2007), Schauspieler
- Vincent Vitetta (1925–2021), monegassischer Radrennfahrer
- Georges Lautner (1926–2013), Film- und Fernsehregisseur
- Maurice Ronet (1927–1983), Schauspieler und Filmregisseur
- Simone Veil (1927–2017), Politikerin
- Jacques Bianco (1928–2011), Radrennfahrer
- Yves Klein (1928–1962), Maler, Bildhauer und Performancekünstler
- Louis Nucéra (1928–2000), Schriftsteller
- José Reyes (1928–1979), Flamenco-Sänger
- René Saorgin (1928–2015), Organist
- Jean-Marie Dumazer (1929–2019), Autorennfahrer und Motorsportfunktionär
- Gérard Gustin (1930–1994), Jazz- und Unterhaltungsmusiker
- Michel Kitabdjian (1930–2020), Fußballschiedsrichter

### 1931 bis 1940
- Jacques Miller (* 1931), australischer Wissenschaftler
- Max Gallo (1932–2017), Schriftsteller, Historiker und Politiker
- Francis Lai (1932–2018), Komponist, Akkordeonist und Oscar-Preisträger
- Asaf Jah VIII. (1933–2023), Enkel des letzten amtierenden Nizam
- Jean-Pierre Mocky (1933–2019), Filmregisseur und -schauspieler
- Danielle Jacqui (* 1934), Malerin, Bildhauerin und Künstlerin der Art brut
- Vera Talchi (1934–2024), Schauspielerin italienischer Herkunft
- Nadine Trintignant (* 1934), Drehbuchautorin, Filmregisseurin, Filmproduzentin und Autorin
- Christian Wolff (* 1934), US-amerikanischer Komponist
- Mylène Demongeot (1935–2022), Schauspielerin
- Masumi Okada (1935–2006), japanischer Schauspieler
- Robert Malaval (1937–1980), Maler, Zeichner, Bildhauer und Reliefkünstler
- Barney Wilen (1937–1996), Komponist und Saxophonist
- Henri-Claude Fantapié (* 1938), Dirigent
- Michèle Mercier (1939), Schauspielerin
- Jean-Marie Gustave Le Clézio (* 1940), Schriftsteller und Nobelpreisträger für Literatur
- Joanna Miles (* 1940), US-amerikanische Schauspielerin
- Jacqueline Sassard (1940–2021), Schauspielerin

### 1941 bis 1950
- Jacques Toubon (* 1941), Politiker
- Bernard Barsi (1942–2022), Erzbischof von Monaco
- Edmond Baudoin (* 1942), Karikaturist und Comiczeichner
- Jean Meyer Barth (* 1942), Historiker und Hochschullehrer
- Ernest Pignon-Ernest (* 1942), Künstler
- Bernard Zitzermann (1942–2018), Kameramann
- Giorgio Sacerdoti, (* 1943), italienischer Jurist, Hochschullehrer und Mitglied des Appellate Body der WTO
- Dick Rivers (1945–2019), Sänger und Schauspieler
- Bernard Arcadio (1945–2022), Unterhaltungs- und Jazzmusiker
- André Ceccarelli (* 1946), Jazz- und Rock-Schlagzeuger
- Dominique Baratelli (* 1947), Fußballspieler
- Mico Nissim (* 1947), Jazzpianist und Komponist
- Pierre Coullet (* 1949), Physiker
- Bernard „Bunny“ Brunel (* 1950), Jazzbassist
- Henri Broch (* 1950), Professor für theoretische Biophysik

### 1951 bis 1980
- Georges Forestier (1951–2024), Literaturwissenschaftler und Theaterhistoriker
- Bernard Monot (* 1952), Politiker
- François Corteggiani (1953–2022), Comicautor und -zeichner
- Charly Bérard (* 1955), Radrennfahrer und -trainer
- Christian Estrosi (* 1955), Motorradrennfahrer und Politiker; Bürgermeister von Nizza
- Jean-François Delcamp (* 1956), Komponist, Gitarrist und Herausgeber klassischer Gitarrenliteratur
- Jean-Marc Jafet (* 1956), Jazz- und Fusionmusiker
- Jean-Louis Balsa (* 1957), katholischer Geistlicher, Erzbischof von Albi
- Gilles Veissière (* 1959), Fußballschiedsrichter
- Philippe Bianconi (* 1960), Pianist
- Didier van Cauwelaert (* 1960), Schriftsteller
- Éric Fottorino (* 1960), Journalist, Publizist und Schriftsteller
- Michèle Laroque (* 1960), Schauspielerin, Drehbuchautorin und Regisseurin
- Philippe Auguin (* 1961), Dirigent
- Franck Biancheri (1961–2012), politischer Aktivist
- Jean-Baptiste Gourinat (* 1964), Philosophiehistoriker
- Jean-Pierre Dick (* 1965), Hochseesegler
- Anne Meygret (* 1965), Fechterin
- Alain Raoust (* 1966), Filmregisseur
- Frédéric d’Oelsnitz (* 1970), Jazz- und Fusionmusiker
- Valérie Zenatti (* 1970), französisch-israelische Schriftstellerin
- Stephan Cohen (1971–2023), Poolbillardspieler
- Joann Sfar (* 1971), Comiczeichner
- Pierre Bertrand (* 1972), Jazz-Saxophonist, Flötist, Komponist, Arrangeur und Bigband-Leiter
- Viviane Parra (* 1972), portugiesische Pop- und Fado-Sängerin
- Surya Bonaly (* 1973), Eiskunstläuferin
- Anthony Pistolesi (* 1973), Handballspieler
- David Casteu (* 1974), Endurorennfahrer
- Jean-Noël Ferrari (* 1974), Fechter
- Julien Castellini (* 1975), monegassischer Skirennläufer
- Laurent Busselier (* 1976), Handballspieler
- Sophie Sandolo (* 1976), Profigolferin
- Nicolas Vouilloz (* 1976), Mountainbiker und Rallyefahrer
- Stéphan Perrot (* 1977), Schwimmer
- Rose (* 1978), Sängerin
- Mathilde Giordano (* 1979), Beachvolleyballspielerin
- Damien Grégorini (* 1979), Fußballtorhüter
- William Phillips (* 1979), französisch-US-amerikanischer Basketballspieler
- Fabien Barel (* 1980), Mountainbikefahrer
- Vincent Peirani (* 1980), Akkordeonist
- Benjamin Varonian (* 1980), Turner

### 1981 bis 1990
- Yacine Abdessadki (* 1981), Fußballspieler
- Cécile Alzina (* 1981), Snowboarderin
- Mathieu Béda (* 1981), Fußballspieler
- Lise Darly (* 1981), Sängerin
- Tony Paeleman (* 1981), Keyboarder
- Camille Pin (* 1981), Tennisspielerin
- Nicolas Plestan (* 1981), Fußballspieler
- Jenifer Bartoli (* 1982), Pop-Sängerin
- Johan Audel (* 1983), Fußballspieler
- Gilles Simon (* 1984), Tennisspieler
- Morgan Amalfitano (* 1985), Fußballspieler
- Solenne Païdassi (* 1985), Violinistin und Professorin
- Hugo Lloris (* 1986), Fußballtorhüter
- Camille Schnoor (* 1986), deutsch-französische Opernsängerin
- Thierry Audel (* 1987), Fußballspieler
- Clément Lefert (* 1987), Schwimmer
- Christel Robin (* 1987), Triathletin
- Xavier Barachet (* 1988), Handballspieler
- Malaury Martin (* 1988), Fußballspieler
- Nastasia Noens (* 1988), Skirennläuferin
- Jules Bianchi (1989–2015), Rennfahrer
- Camille Muffat (1989–2015), Schwimmerin
- Priscilla Betti (* 1989), Sängerin
- Margot Bailet (* 1990), Skirennläuferin
- Alizé Cornet (* 1990), Tennisspielerin

### 1991 bis 2000
- Mathieu Faivre (* 1992), Skirennläufer
- Christophe Hérelle (* 1992), Fußballspieler
- Marie Temin (* 1992), Tennisspielerin
- Olivier Barthélémy (* 1993), Beachvolleyballspieler
- Loïc Bruni (* 1994), Mountainbiker
- Justine Guérard (* 1994), Triathletin
- Rouguy Diallo (* 1995), Dreispringerin
- Wajdi Kechrida (* 1995), tunesisch-französischer Fußballspieler
- Gautier Lloris (* 1995), Fußballspieler
- Raphaël Montoya (* 1995), Triathlet
- Matthieu Bailet (* 1996), Skirennläufer
- Sonia Loenne (* 1996), Jazzmusikerin
- Elliot Benchetrit (* 1998), marokkanisch-französischer Tennisspieler
- Sarah Richard-Mingas (* 1998), Leichtathletin
- Téo Andant (* 1999), Sprinter
- Margot Chevrier (* 1999), Stabhochspringerin
- Hicham Mahou (* 1999), marokkanisch-französischer Fußballspieler
- Fabio Quartararo (* 1999), Motorradrennfahrer
- Malang Sarr (* 1999), Fußballspieler
- Adrien Maire (* 2000), Radrennfahrer
- Andy Pelmard (* 2000), Fußballspieler
- Rayan Philippe (* 2000), Fußballspieler

### Ab 2001
- Charlotte Afriat (* 2002), monegassische Sprinterin
- Diane Parry (* 2002), Tennisspielerin
- Amir Richardson (* 2002), marokkanisch-französischer Fußballspieler
- Nikolas Winokurow (* 2002), kasachischer Radrennfahrer
- Bilal Nadir (* 2003), marokkanisch-französischer Fußballspieler
- Laurenzo Monteiro (* 2004), Fußballspieler
- Oriane Bertone (* 2005), Sport- und Felskletterin
- Chloe Cornu-Wong (* 2005), Skirennläuferin aus Hongkong

## Personen mit Bezug zur Stadt
- 1840: Tod des italienischen Violinvirtuosen Niccolò Paganini in Nizza
- 1868: Tod des bayerischen Königs Ludwig I. in Nizza
- 1865: Tod des Zarewitsch Nikolai Alexandrowitsch Romanow
- 1907: Tod der deutschen Opernsängerin Sophie Crüwell in Nizza
- 1932: Tod des französischen Lithographen und Graphikers Jules Chéret in Nizza
- 1935: Tod des deutschen Sexualforschers Magnus Hirschfeld in Nizza
- 1954: Tod des französischen Malers Henri Matisse in Nizza
- 1962: Tod der Prinzessin Elena Karađorđević von Serbien, verheiratet seit 1911 mit Iwan Konstantinowitsch Romanow
- 1976: Tod des ehemaligen Sultans von Marokko Mohammed Ibn Afra
- 1977: Tod des französischen Philosophen Eric Weil in Nizza
- 1989: Tod des englischen Schriftstellers Bruce Chatwin in Nizza
- 1997: Tod des französischen Comiczeichners André Franquin